# KUSHIDA (Wrestler)
Yujiro Kushida (* 12. Mai 1983 in Ōta, Tokyo, Japan) ist ein japanischer Wrestler und ehemaliger MMA-Kämpfer, der als KUSHIDA antritt. Er steht derzeit bei New Japan Pro-Wrestling unter Vertrag.

## Wrestling und MMA Karriere

### Takada Dojo und ZST (2003–2005)
Kushida trat dem Nobuhiko Takadas Takada Dojo während seiner Junior-High-School-Jahre bei, wo er unter Takumi Adachi sowohl Pro Wrestling als auch Mixed Martial Arts lernte. Er hatte sein MMA-Debüt fünf Jahre später für ZST und besiegte Kenji Mizuno durch Disqualifikation. Kushida folgte seinem Debüt mit einem Unentschieden, einem Sieg und einem Turniersieg in drei Kämpfen beim ZST Genesis Lightweight Tournament 2004. Etwa zur gleichen Zeit hatte er eine Teilzeitbeschäftigung beim Tokyo Sports Magazine und begann, die Senshu University zu besuchen.
Seine Leistung im Turnier brachte ihm Angebote von mehreren MMA-Promotionen ein, aber er lehnte diese ab. Kurz nach seinem letzten MMA-Kampf wurde Kushida eine einjährige vorübergehende Abwesenheit von der Senshu-Universität gewährt, da er nach Mexiko reiste. In Mexiko lernte er den Stil der Lucha Libre, unter Oriental in seiner aztekischen Budokan-Wrestling-Schule, wo er am 16. September 2005 sein professionelles Debüt als maskierter Wrestler Yujiro gab.

### Hustle (2006–2009)
Kushida kehrte am 10. Februar 2006 nach Japan zurück und unterschrieb bei seinem Trainer Takadas für die Promotion Hustle. Yoshihiro Tajiri nahm schließlich Kushida unter seine Fittiche. Kushida debütierte am 7. September 2006 als Pro-Wrestler, wobei Tajiri gegen Red Onigumo und Blue Onigumo antrat. Kushida erhielt schnell den Titel Hustle Supernova und wurde einer der Top-Nachwuchskräfte. Er bildete ein Team mit Tajiri und seinem Mitlehrling Banzai Chie. Darüber hinaus löste sich ihre Allianz mit Tajiri auf, als er in einer Geschichte von Yinling einer Gehirnwäsche unterzogen wurde, um sich der Monsterarmee anzuschließen. Im Jahr 2009 geriet Kushida in eine Rivalität mit seinem Kollegen aus der Monsterarmee, dem internationalen Junior-Schwergewichts-Champion Ray Ohara von NWA. Kushida traf mehrmals auf Ohara um seinen Titel, wurde jedoch jedes Mal besiegt, obwohl Tajiri sich nach besten Kräften bemühte, ihm zu helfen. Ohara verbündete sich mit Minoru Fujita als seinem Mentor, um Tajiri zu kontern und legte ein letztes Titelmatch fest, in dem Kushida seine Hustle-Karriere in Einklang bringen würde. Kushida akzeptierte, wurde jedoch aufgrund einer Fehlkommunikation mit Tajiri besiegt, was ihn zwang, die Hustle Army und die Beförderung selbst aufzugeben.

### All Japan Pro Wrestling und Osaka Pro Wrestling (2007–2008)
Kushida startete im Juli 2007 bei All Japan Pro Wrestling gegen Ryuji Hijikata und T28. Im Februar 2008 nahm Kushida gemeinsam mit T28 am U-30 Tag Team Tournament teil. Das Team besiegte CJ Otis und Mototsugu Shimizu in der ersten Runde, Kaji Yamato und Taishi Takizawa in der zweiten Runde und das Team von Daichi Kakimoto und Manabu Soya im Finale, um das U30 Tag Team Turnier zu gewinnen. Kushida und Tajiri nahmen am Osaka Festival 2008 teil und erreichten das Halbfinale des Turniers, wurden jedoch von Daisuke Harada und Zeus besiegt. Kushida nahm auch an der 13 Mann Battle Royal des Mondo 21 Cup teil.

### Verschiedene Promotions in Nordamerika (2009–2010, 2016)
Im März 2009 traf Kushida auf Rey Ohara mit einer Niederlage, die einen Wendepunkt in seiner Karriere darstellte, als ihn die Bestimmungen zwangen, Japan zu verlassen. Kushida fuhr fort, an Wrestlingkämpfen in Kanada, Mexiko und den Vereinigten Staaten teilzunehmen. Am 1. Juni 2016 kündigte die mexikanische Aktion Consejo Mundial de Lucha Libre Kushida als Teilnehmer am Internationalen Gran Prix 2016 an. Am 25. Juni erreichte Kushida das Halbfinale des Weltmeisterschaftsturniers von Lucha Libre Elite, bevor er gegen Volador Jr. verlor. Am 1. Juli nahm Kushida am Internationalen Gran Prix 2016 teil, bei dem er von La Máscara eliminiert wurde. Am 12. Juli gewannen Kushida und Marco Corleone ein One-Night-Tag-Team-Turnier und besiegten Rey Escorpión und Shocker im Finale. Das Turnier beendete seine Mexiko-Tour.

### Smash (2010–2011, 2012)
Kushida war im Main Event bei Smash.1, wo er Hajime Ohara besiegte. Kushida verlor im Main Event von Smash.3 gegen Prince Devitt. Bei Smash.9 forderte Kushida Mike Mondo für die OVW Heavyweight Championship heraus, den Titel konnte er jedoch nicht gewinnen. Bei Smash.10 nahm Kushida an seinem ersten Hardcore Match teil und besiegte, gemeinsam mit Super Crazy und Isami Kodaka Hajime Ohara, Heimo Ukonselkä und Jessica Love. Kushidas letzter Kampf bei Smash endete am 31. März 2011 bei Smash.15, wo er von Ohara besiegt wurde. Am 14. März 2012 kehrte Kushida nach Smash zurück, um an der letzten Veranstaltung der Promotion teilzunehmen und Yusuke Kodama zu besiegen.

### New Japan Pro-Wrestling
Kushida nahm am jährlichen Best of the Super Juniors-Turnier teil, das am 30. Mai 2010 begann. Kushida nahm auch am Tag Team Turnier namens Super J Tag Tournament teil. Kushida arbeitete mit Gedo zusammen. Das Paar trat zuerst gegen Kota Ibushi und Austin Creed an, das Turnier konnten sie jedoch nicht gewinnen. Kushida schloss sich dann mit Hiroshi Tanahashi und Tajiri zusammen, um am Six Man Tag Turnier 2010 von J Sports Crown Openweight teilzunehmen. Das Team besiegte Chaos und erreichte das Finale, wo es schließlich von Hirooki Goto, Prince Devitt und Ryusuke Taguchi geschlagen wurde.
Am 19. März forderte Kushida Prince Devitt erfolglos für die IWGP Junior Heavyweight Championship heraus. Am 26. Mai nahm Kushida am Best of the Super Juniors-Turnier 2011 teil. Am 27. August 2011 nahm er am Destroyer Cup teil, einem besonderen Battle Royal bei All Together. Am 19. September sollte Kushida Kota Ibushi für die IWGP Junior Heavyweight Championship herausfordern, aber eine Woche zuvor musste Ibushi aus dem Match aussteigen und den Titel abgeben, nachdem er sich die linke Schulter verrenkt hatte.
Bei Wrestle Kingdom VI nahm Kushida an seinem ersten Match am 4. Januar teil, indem er sich mit Jyushin Thunder Liger, Tiger Mask IV und Mascara Dorada zusammenschloss. Am 21. Januar kehrte Kushida nach der NJPW Pause zurück, um an den Fantastica Mania 2012 Events teilzunehmen. Am 22. Juli holte Kushida einen großen Sieg, als er den IWGP Junior Heavyweight Champion Low Ki in einem Non-Title Match besiegte. Low Ki sollte jedoch zuerst seinen Titel gegen Kota Ibushi verteidigen, und als Ibushi am 29. Juli der neue Champion wurde, trat Kushida an und forderte ihn zum Titelkampf heraus, der ursprünglich für September 2011 geplant war.
Während der Reise durch Amerika ging Kushida auch eine neue Partnerschaft mit Alex Shelley ein und rettete ihn vor den IWGP Junior Heavyweight Tag Team Champions, den Forever Hooligans von Alex Koslov und Rocky Romero. Am 7. September trat Kushida gegen Ibushi in einem Match für die IWGP Junior Heavyweight Championship an und verlor. Am 8. Oktober forderten Kushida und Alex Shelley bei King of Pro-Wrestling Forever Hooligans erfolglos für die IWGP Junior Heavyweight Tag Team Championship heraus. Am 11. November bei Power Struggle besiegten die Time Splitters Forever Hooligans in einem Rückkampf und gewannen die IWGP Junior Heavyweight Tag Team Championship. Am 3. Mai 2013 beim Wrestling Dontaku 2013 verloren Time Splitters die IWGP Junior Heavyweight Tag Team Championship an die Forever Hooligans zurück. Am 22. Juni bei Dominion 6.22 scheiterten Time Splitters bei ihrem Versuch, die IWGP Junior Heavyweight Tag Team Championship von den Forever Hooligans zurückzugewinnen.
Am 18. Juli kündigte die amerikanische Beförderung Ring of Honor an, dass Kushida am 3. August in Toronto, Kanada, sein Debüt für die Promotion geben werde. Kushida besiegte Adam Page. Zurück in New Japan besiegten Kushida und Shelley Suzuki-gun Taichi und Taka Michinoku am 29. September bei Destruction, um eine weitere Chance bei den Forever Hooligans um die IWGP Junior Heavyweight Tag Team Championship zu erhalten. Im März nahm Kushida an der deutschen Promotion des 16-Karat-Gold-Wochenendes von Westside Xtreme Wrestling teil. Bei der zweiten NJPW / ROH-Veranstaltung, War of the Worlds am 17. Mai, forderte Kushida Jay Lethal erfolglos für die ROH World Television Championship heraus. Am 21. Juni bei Dominion 6.21 besiegten Time Splitters The Young Bucks und gewannen zum zweiten Mal die IWGP Junior Heavyweight Tag Team Championship. Am 4. Juli auf der Kizuna Road 2014 wurde Kushida Doppelmeister, als er Kota Ibushi für die IWGP Junior Heavyweight Championship besiegte. Am 21. September verlor Kushida die IWGP Junior Heavyweight Championship an Ryusuke Taguchi. Am 8. November bei Power Struggle verloren Time Splitters die Titel an die Gewinner des Super Jr. Tag-Turniers 2014 reDRagon. Am 7. Dezember kehrte Kushida bei Final Battle 2014 zu ROH zurück, wo er und Shelley reDRagon erfolglos für die ROH World Tag Team Championship herausforderten.
Am 7. Juni 2015 besiegte Kushida Kyle O’Reilly im Finale, um das Best of the Super Juniors 2015 zu gewinnen und eine Chance auf die IWGP Junior Heavyweight Championship zu erhalten. Am 5. Juli im Dominion 7.5 in der Osaka-jo Hall besiegte Kushida Kenny Omega und gewann zum zweiten Mal die IWGP Junior Heavyweight Championship. Am 23. September verlor Kushida den Titel zurück an Kenny Omega. Am 4. Januar 2016 besiegte Kushida im Wrestle Kingdom 10 im Tokyo Dome Kenny Omega, um die IWGP Junior Heavyweight Championship zurückzugewinnen. Am 21. August besiegte Kushida zuerst einen anderen Noah-Vertreter, Kenoh, in der zweiten Runde und dann zwei Suzuki-Gun-Vertreter, Taichi und Yoshinobu Kanemaru, im Halbfinale bzw. Finale, um den Super J-Cup 2016 zu gewinnen. Am 17. September verlor Kushida die IWGP Junior Heavyweight Championship an Bushi. Kushida gewann den Titel von Bushi am 5. November bei Power Struggle zurück. Er verlor den Titel an Hiromu Takahashi am 4. Januar 2017 bei Wrestle Kingdom 11 im Tokyo Dome.
Im April 2017 nahm Kushida an der von NJPW und ROH gemeinsam produzierten War of the Worlds-Tour teil. In der letzten Nacht der Tour, dem 14. Mai, besiegte Kushida Marty Scurll und wurde der neue ROH World Television Champion. Am 11. Juni beim Dominion 6.11 in der Osaka-jo Hall besiegte Kushida Hiromu Takahashi und gewann zum fünften Mal die IWGP Junior Heavyweight Championship. Am 22. September kehrte Kushida bei Death Before Dishonor XV zu ROH zurück, wo er die ROH World Television Championship an Kenny King verlor. Am 9. Oktober bei King of Pro-Wrestling verlor Kushida die IWGP Junior Heavyweight Championship an Will Ospreay. Nachdem die IWGP Junior Heavyweight Championship für vakant erklärt worden war, nahm Kushida an einem Vier-Mann-Turnier teil, um einen neuen Champion zu krönen. Er besiegte Bushi im Halbfinale am 23. September und trat am 8. Oktober beim King Of Pro-Wrestling gegen den anderen Semifinalisten Marty Scurll an, den er bei dem Event besiegte, um die IWGP Junior Heavyweight Championship zum sechsten Mal zu gewinnen. Allerdings verlor er den Titel gegen Taiji Ishimori bei Wrestle Kingdom 13. Am 7. Januar 2019 wurde bekannt gegeben, dass Kushida New Japan Pro-Wrestling verlassen wird.

### World Wrestling Entertainment (2019–2022)
Nach monatelangem Interesse an Kushida wurde die Unterzeichnung des Wrestlers einige Tage vor WrestleMania 35 im April 2019 auf einer Pressekonferenz in New York City offiziell bekannt gegeben. Am 5. April trat Kushida bei NXT TakeOver: New York in der Zuschauermenge auf und gab dabei sein Debüt für NXT. Während der NXT-Fernsehaufnahmen vom 10. April gab Kushida sein In-Ring-Debüt gegen Kassius Ohno. Am 10. September gab Kushida sein 205 Live-Debüt als Tag Team Partner von Jack Gallagher, um The Brian Kendrick und Akira Tozawa zu besiegen. In der NXT-Ausgabe vom 1. Januar 2020 wurden die Teilnehmer des Dusty Rhodes Tag Team Classic bekannt gegeben, wobei Kushida zusammen mit einem mysteriösen Partner bekannt gegeben wurde. Am 8. Januar wurde Alex Shelley als Partner von Kushida bekannt gegeben, der das Time Splitters Tag Team zum ersten Mal seit 2015 reformierte. Am 15. Januar wurden Time Splitters in der ersten Runde eliminiert, nachdem sie von NXT UKs Grizzled Young Veterans James Drake und Zack Gibson besiegt worden sind.
Am 13. April 2021 gewann er den NXT Cruiserweight Championship. Hierfür besiegte er Sántos Escobár. Die Regentschaft hielt 161 Tage und er verlor den Titel schlussendlich am 21. September 2021 an Roderick Strong. Am 19. April 2022 wurde bekannt gegeben, dass er die WWE verlassen hat.

## Titel und Auszeichnungen

### Titel
- New Japan Pro-Wrestling
  - IWGP Junior Heavyweight Championship (6×)
  - IWGP Junior Heavyweight Tag Team Championship (2×) mit Alex Shelley

- Ring of Honor
  - ROH World Television Championship (1×)

- World Wrestling Entertainment
  - NXT Cruiserweight Championship (1×)

### Turniersiege
- All Japan Pro Wrestling
  - AJPW U-30 Tag Team Tournament (2008) mit T28

- Consejo Mundial de Lucha Libre
  - Cuadrangular de Parejas (2016) mit Marco Corleone

- New Japan Pro-Wrestling
  - Best of the Super Juniors (2015 und 2017)
  - Super J-Cup (2016)
  - Super Jr. Tag Tournament (2012) mit Alex Shelley

- What Culture Pro Wrestling
  - Pro Wrestling World Cup (2017)

### Auszeichnungen
- Pro Wrestling Illustrated
  - Nummer 20 der Top 500 Wrestler in der PWI 500 in 2017

## MMA-Statistik
| Ergebnis | Profi-Rekord | Gegner            | Datum             | Veranstaltung                 | Methode            | Runde | Zeit |
| -------- | ------------ | ----------------- | ----------------- | ----------------------------- | ------------------ | ----- | ---- |
| Sieg     | 1–0          | Kenji Mizuno      | 1. Juni 2003      | ZST: The Battlefield 3        | Disqualification   | 1     | 3:13 |
| Draw     | 1–0          | Tomohiko Hori     | 7. Juli 2003      | ZST: The Battlefield 4        | Draw               | 1     | 5:00 |
| Sieg     | 2–0          | Chikara Uehara    | 23. November 2003 | ZST: Grand Prix Opening Round | Unanimous Decision | 1     | 5:00 |
| Sieg     | 3–0          | Tomohiko Hori     | 11. Januar 2004   | ZST: Grand Prix Final Round   | Unanimous Decision | 1     | 5:00 |
| Sieg     | 4–0          | Norimasa Isozaki  | 11. Januar 2004   | ZST: Grand Prix Final Round   | Submission         | 1     | 1:37 |
| Sieg     | 5–0          | Takahiro Uchiyama | 11. Januar 2004   | ZST: Grand Prix Final Round   | Unanimous Decision | 1     | 5:00 |
| Sieg     | 6–0          | Takahiro Uchiyama | 4. Juli 2004      | ZST: Battle Hazard 1          | Submission         | 2     | 3:10 |
| Draw     | 6–0          | Shinya Sato       | 23. Januar 2005   | ZST: Grand Prix 2 Final Round | Draw               | 3     | 5:00 |